# Walter von Lucadou
Walter von Lucadou (* 24. Oktober 1945 in Löffingen) ist ein deutscher Psychologe, Physiker und Parapsychologe.

## Leben
Von Lucadou studierte Physik und Psychologie an der Albert-Ludwigs-Universität Freiburg und an der Freien Universität Berlin. Nach dem Diplom in Physik wurde er an der Universität Freiburg zum Dr. rer. nat. und an der FU Berlin zum Dr. phil. promoviert. Von 1977 bis 1978 arbeitete von Lucadou als Physiker am Kiepenheuer-Institut für Sonnenphysik in Freiburg. Von 1985 bis 1987 war er Gastdozent am Parapsychologischen Laboratorium der Universität Utrecht.
Beeinflusst von Hans Drieschs Schrift Parapsychologie – Die Wissenschaft der okkulten Erscheinungen und seinem Lehrer Hans Bender initiierte er ein Forschungsprojekt, das von September 1979 bis April 1985 am Lehrstuhl für Psychologie und Grenzgebiete der Psychologie am Psychologischen Institut der Albert-Ludwigs-Universität Freiburg  durchgeführt wurde. 1986 erfolgte die Promotion in Psychologie an der FU Berlin. 1989 gründete Lucadou die parapsychologische Beratungsstelle der Wissenschaftlichen Gesellschaft zur Förderung der Parapsychologie in Freiburg, die er seither leitet.

## Forschungsgebiete
Walter von Lucadou forscht auf dem Gebiet der Parapsychologie. Er zählt zu den Herausgebern diverser Fachzeitschriften und fungierte auch als wissenschaftlicher Berater für die sechsteilige ARD-Dokumentation Dimension PSI, die im Jahr 2003 ausgestrahlt wurde. Seine Hauptuntersuchungsgebiete sind Systemtheorie und Grenzgebiete der Psychologie.

## Thesen zur Parapsychologie
Walter von Lucadou vertritt einen Ansatz zur Erklärung paranormaler Phänomene, der psychologische und physikalische Erklärungsmuster vereint. Während die Parapsychologie bisher davon ausging, dass bei Ereignissen wie Hellsehen oder Telepathie Informationen als Signal, wenn auch in unbekannter Form, übertragen würden und bei der Psychokinese letztlich eine bisher unbekannte Kraft einwirke, vertritt Lucadou die Auffassung, dass dabei makroskopische Prozesse stattfänden, die in Analogie zur quantenmechanischen Verschränkung stünden, aber nicht mit dieser identisch seien. Sie träten vielmehr bei genügend komplexer Einbindung (embodiment) von Personen in ihre Umwelt auf. Für das Auftreten solcher Verschränkungen greift er auf ein Konzept (verallgemeinerte Quantenmechanik oder schwache Quantenmechanik) von Hartmann Römer zurück, wonach diese aus der Existenz nichtvertauschbarer Beobachtungen resultierten, was zum Beispiel in der Psychologie häufig der Fall sei. Parapsychologische Phänomene sollen nach Lucadou aber nicht operationalisierbar sein, das heißt nicht zweckgerichtet und willentlich nutzbar, sondern „passierten“ situativ. Es gilt das NT-Axiom (NT für non transmission): Verschränkungs-Korrelationen können nicht zur Übertragung von Signalen oder kontrollierbaren kausalen Einflüssen verwendet werden. Damit hängt nach Lucadou auch zusammen, dass sie schwierig direkt von Außenstehenden zu beobachten seien, dass sich die Effekte bei Wiederholung oder Ausdehnung der Beobachtungen abschwächten, ein Reziprozitätseffekt (je stärker die Ausprägung desto schlechter reproduzierbar) und allgemein ihr elusiver Charakter mit einer Tendenz sich der Beobachtung zu entziehen oder an unerwarteter Stelle erneut aufzutreten (Displacement effect).
Lucadou bezeichnete seinen Ansatz auch als Modell pragmatischer Information (MPI, Lucadou, Kornwachs 1982). Damit wird beschrieben, dass es sich nach Lucadou bei Psychokinese und anderen paranormalen Phänomenen nicht um das Wirken unbekannter Kräfte handelt, sondern um eine nichtlokale Korrelation in psycho-physikalischen Systemen, erzeugt als Muster durch das organisatorisch geschlossene System.
Ein Vorläufer dieses Erklärungsansatzes findet sich schon in der Jung-Paulischen Synchronizität, die ebenfalls von einer akausalen Verbindung bei paranormalen Ereignissen ausgeht, die Ursache jedoch nicht in Analogie zu quantenphysikalischen Prozessen sieht, sondern in einem durch den Sinn beziehungsweise die Bedeutung oder die Symbolik gestifteten Zusammenhang.
Nach Lucadou treten paranormale Erfahrungen (wie Wahrträume oder „Spukphänomene“) typischerweise gerade nicht bei psychisch labilen oder kranken Menschen auf. Er nennt fünf typische Eigenschaften von betroffenen Personen:
- Dissoziativität, eine Eigenschaft häufig kreativer Menschen, die sich als Vorhandensein eines inneren Dialogpartners ausdrücken lässt.
- Externalisierung, Neigung unangenehme Dinge nicht innerlich zu verarbeiten, sondern von sich wegzuschieben.
- Sie haben Probleme, die ihnen aber nicht bewusst sind, zum Beispiel aufgrund von Verdrängung.
- Das Phänomen muss beobachtbar sein und die Beobachtung ist Teil des Phänomens.
- Robustheit. Sie sind psychisch und körperlich häufig sehr gesund und reagieren nicht psychosomatisch auf Probleme.

## Filmische Dokumentationen
- ARD: SWR1 Leute: Walter von Lucadou, 2012
- ARD: NDR Talk Show: Walter von Lucadou, 2016
- Interview mit Walter von Lucadou, 2017
- SRF-Interview mit Yves Bossart: Sternstunde Philosophie: Geister, Spuk und Übersinnliches, 2018
- Interview mit Walter von Lucadou: An den Grenzen zwischen Physik und Psychologie, 2024

## Mitgliedschaften
- Seit 1981 im Vorstand der Wissenschaftlichen Gesellschaft zur Förderung der Parapsychologie

## Veröffentlichungen
- 1978: Untersuchungen chemischer Reaktionen in gekreuzten Molekularstrahlen. Dissertation Universität Freiburg im Breisgau.
- 1982:  mit J. Mischo: Outlines of a Multivariate PK-Experiment.
- 1983: Spektrum der Parapsychologie.
- 1984: mit Eberhard Bauer (Hrsg.): Psi – was verbirgt sich dahinter?
- 1986: Experimentelle Untersuchungen zur Beeinflußbarkeit von stochastischen quantenphysikalischen Systemen durch den Beobachter. Dissertation FU Berlin. Haag u. Herchen, Frankfurt am Main, ISBN 3-89184-020-9.
- 1989: Psyche und Chaos – Neue Ergebnisse der Psychokineseforschung.
- 1992: mit Walter Schmidt, Hans-Dieter Mutschier und Albert Lampe: Psyche und Chaos – Jugendliche im Umgang mit dem Okkulten.
- 1995: Psyche und Chaos – Theorien der Parapsychologie.
- 1997: mit Manfred Poser: Geister sind auch nur Menschen.
- 1997: PSI-Phänomene – Neue Ergebnisse der Psychokinese-Forschung.
- 1998: mit Inge Stratenwerth und Thorsten Becker: Stimmen aus dem Jenseits.
- 2003: Dimension PSI. Fakten zur Parapsychologie
- 2012: mit Peter Wagner: Die Geister, die mich riefen, Bastei Lübbe, ISBN 978-3785760734

## Filme
- Geister sind auch nur Menschen, D 2000, 79 min
- Sechsteilige Fernsehserie der ARD Dimension PSI. (Fachberater)